# Hasla
Hasla ist ein Ortsteil der Stadt Triptis im Saale-Orla-Kreis in Thüringen.

## Geografie
Hasla liegt westlich der Bundesautobahn 9 von München nach Berlin nördlich nahe der Anschlussstelle Triptis. Über die Ortsverbindungsstraße und die Bundesstraße 281 wird die Verbindung erreicht. Die Flur der Gemarkung knüpft südlich an die Orlaaue an. Die anderen Flächen gehören zu einer Hochebene der Saale-Elster-Buntsandsteinplatte. Die Flur dieses Dorfes ist nach der Feldmark mit Wald umgeben.

## Verkehr
Im Fahrplan 2017/18 ist Hasla durch folgende Linie an den ÖPNV angebunden:
- Linie 832: Neustadt (Orla) – Karlsdorf – Schönborn – Hasla – Triptis

Die Linie wird von der KomBus betrieben.

## Geschichte
Die urkundliche Ersterwähnung von Hasla erfolgte 1378. Der von jeher land- und waldwirtschaftlich geprägte wurde am 1. Januar 1957 nach Triptis eingemeindet.